# Артюр Адамов
Артюр Адамов (фр. Arthur Adamov; 23 серпня 1908 — 15 березня 1970) — французький прозаїк і драматург, один із головних представників театру абсурду.

## Біографія
Артюр Адамов народився в Кисловодську, на Північному Кавказі, в процвітаючій вірменській родині. В 1912 році разом з родиною переїхав до Німеччини, потім до Швейцарії. В 1924 році продовжив навчання в Парижі, де зблизився з колом сюрреалістів, зокрема з Арто і Джакометті. Писав вірші, видавав сюрреалістичний журнал Discontinuité («Розрив»).
Надалі Адамова спіткала низка трагічних подій. Його батько, програвши всі статки, у 1933 році покінчив життя самогубством. У 1938 році Адамов переживає нервовий зрив. Під час Другої світової війни він виступив проти прогітлерівського уряду Віші, у 1941 році був заарештований і до кінця війни перебував у таборі в Аржелесі. Далі слідувала глибока депресія. Потрясіня тих років відображені в «Жахливому щоденнику» (1943) і автобіографічній повісті «Зізнання» (1946).
З 1947 року Адамов звертається до драматургії, в більш ранніх п'єсах відчувається вплив Кафки і Стріндберга. Авангардні твори Адамова дають початок театру абсурду. В цих п'єсах, що часто пройняті безвихіддю і крайнім песимізмом, руйнуються сюжет і композиція, знехтувані час і місце дії; кидається виклик здоровому глузду і поняттям норми. Персонажі, що позначались або літерами, або родовими іменами (Мати, Сестра), або професіями (Журналіст, Службовець), — смішні і безглузді, одночасно відштовхували і викликали співчуття. Згодом Адамов відходить від авангардизму, в творчості проявляється вплив Брехта, твори стають політизованими, у подальшому в них змішуються політичне і особисте.
Твори Адамова ставили найкращі режисери тодішньої Франції — Жан Вілар, Роже Блен, Жан-Марі Сіро, Роже Планшон.
В збірці «Тут і зараз» (1964) відображені рух естетичних поглядів Адамова до реалізму, думки про новаторство Б. Брехта, Ш. О'Кейсі, А. П. Чехова. Він говорив: «Я жадаю, щоб театр перестав бути втечею від дійсності». У 1968 році була написана автобіографічна книга спогадів «Людина і дитя».
З середини 1960-х Адамов почав вживати алкоголь і наркотики, кілька разів лікувався в психіатричних лікарнях. У 1970 році покінчив із собою, прийнявши смертельну дозу барбітуратів. Похований на кладовищі в Іврі-сюр-Сен (Валь-де-Марн, Франція).

## Вибрані твори

### П'єси
- «Пародія» / La Parodie (видана 1950)
- «Вторгнення» / L'invasion (1950)
- «Великий і малий маневр» / La Grande et la Petite Manouevre (1953)
- «Всі проти всіх» / Tous contre tous (1953)
- «Пінг-понг» / Le Ping Pong (1955)
- «Паоло Паолі» / Paolo Paoli (1957)
- «Весна сімдесят першого» / Le printemps 71 (1961)
- «Політика відходів» / La Politique des restes (1962)
- «Свята Європа» / La Sainte Europe (1966)
- «Поміркований» / Monsieur le Modéré (1968)
- «Off limits» (1968)[9]

### Проза
- «Зізнання» / L'Aveu (1946, повість)
- «Тут і зараз» / Ici et Maintenant (1964, збірка роздумів)
- «Людина і дитя» / L'Homme et l'enfant (1968, автобіографія)[9]